# 1987년 례위 학살
1987년 례위 학살, 혹은 3·7사건(중국어: 三七事件)은 1987년 3월 7일 중화민국 례위향 둥강만에서 비무장한 베트남 보트피플 24명 이상이 중화민국 국군에게 학살당한 사건이다, 4가족, 8명의 어린이(1명의 유아), 5명의 여성(1명의 임산부) 및 11명의 남성을 포함한다.

## 같이 보기
- 2·28 사건
- 훙중추 사건